# Majrooh Sultanpuri

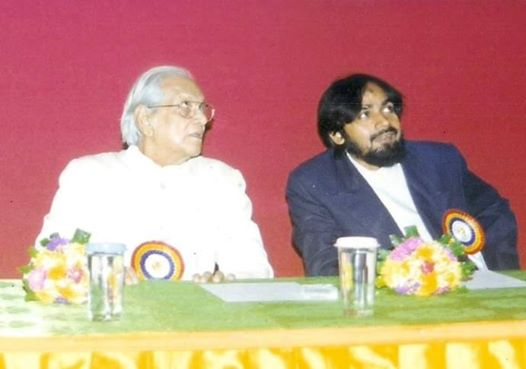
Majrooh Sultanpuri mit Ubaid Azam Azmi 1999

Majrooh Sultanpuri (eigentlich Asrar Hasan Khan; Hindi: मजरुह सुलतानपुरी, Majruh Sultānpurī, auch मजरूह सुलतानपुरी, Majrūh Sultānpurī; * 1. Oktober 1919 in Sultanpur, Uttar Pradesh; † 24. Mai 2000 in Mumbai, Maharashtra)  war ein indischer Urdu-Dichter. Bekannt wurde er insbesondere durch seine Liedtexte für mehr als 300 Hindi-Filme.

## Leben
Majrooh Sultanpuri ist der Sohn eines Polizisten und wuchs in Lakhnau auf, wo er Urdu und Arabisch lernte. Er studierte Persisch in Aligarh. Danach zog er nach Bombay. Seine ersten Gedichte sind in Ghazal-Form geschrieben und waren vom Stil Jigar Muradabadis beeinflusst; Mitglieder der Progressive Writers’ Association kritisierten diese Form für ihre „feudale Dekadenz“. Sultanpuri teilte diese Ansicht nicht, sondern modernisierte die Dichtform des Ghazal. Seine Haltung, Tradition nicht einfach abzuschneiden, sondern weiterzuentwickeln, wurde u. a. auch von Faiz Ahmed Faiz vertreten.
Um die weite Verbreitung des Mediums zu nutzen und nicht zuletzt auch um Geld zu verdienen, arbeiteten viele Dichter der Zeit hin und wieder für die indische Filmindustrie. Majrooh Sultanpuri schrieb seine ersten Texte für A. R. Kadars Shahjehan (1946), der auch Kundan Lal Saigals bekanntes Lied Jab dil hi toot gaya enthielt. In den 1950er Jahren gehörte Majrooh Sultanpuri mit Sahir Ludhianvi, Shakeel Badayuni und Shailendra zu den wichtigsten Liedtextern des Hindi/Urdu-Films in Indien. Er schrieb Lieder für Shammi Kapoor, arbeitete bei der Gesellschaft Filmistan und für einige Filme von Dev Anand und Guru Dutt, sowie regelmäßig bei Produktionen von Nasir Hussain. Er arbeitete häufig mit den Komponisten Naushad, Madan Mohan, Roshan, Omkar Prasad Nayyar, Laxmikant-Pyarelal, Sachin Dev Burman und Rahul Dev Burman zusammen.
In seiner bis in die späten 1990er Jahre andauernden 50-jährigen Karriere schrieb er die Texte für zahlreiche Hits wie Uthaye ja unke sitam (aus Andaz), Chhod do aanchal zamana kya kahega (aus Paying Guest), Jalte Hain Jiske Liye (aus Sujata), Na Tum Hume Jaano (aus Baat Ek Raat Ki), Aye dil mujhe aisee jagah le cha (aus Aarzoo), Diwana mujhsa nahin (aus Teesri Manzil), Chura liya hai tumne jo dil ko (aus Yaadon Ki Baraat) und Papa kehte hai bada naam karega (aus Qayamat Se Qayamat Tak).
Majrooh Sultanpuri war 1994 der erste Liedtexter, der mit einem Dadasaheb Phalke Award ausgezeichnet wurde.

## Auszeichnungen
- National Film Awards:
  - 1994: Dadasaheb Phalke Award

- Filmfare Awards:
  - 1965: Bester Liedtext für Chahunga Mein Tujhe aus Dosti

- Star Screen Awards
  - 1997: Bester Liedtext für Aaj Mein Upar aus Khamoshi: The Musical

- andere:
  - Film Writers Association Award
  - Film Journalist Award
  - Uttar Pradesh Hindi-Urdu Sahitya Award
  - All India Journalist Award
  - Iqbal Samman der Regierung von Madhya Pradesh

## Filmografie (Auswahl)
- 1946: Shahjehan
- 1948: Aag
- 1949: Andaz
- 1950: Hanste Aansoo
- 1953: Daera
- 1953: Footpath
- 1954: Chandni Chowk
- 1954: Aar Paar
- 1954: Waris
- 1955: Garam Coat
- 1955: Mr. & Mrs. ’55
- 1955: Miss Coca Cola
- 1956: C.I.D.
- 1956: Ek-Hi-Rasta
- 1957: Lal Batti
- 1957: Tumsa Nahin Dekha
- 1957: Paying Guest
- 1957: Nau Do Gyaarah
- 1958: Sone Ki Chidiya
- 1958: Police
- 1958: Lajwanti
- 1958: Kala Pani
- 1958: Dilli Ka Thug
- 1958: Chalti Ka Naam Gaadi
- 1958: 12 O’Clock
- 1958: Solva Saal
- 1959: Dil Deke Dekho
- 1959: Sujata
- 1959: Kali Topi Lal Roomal
- 1960: Bambai Ka Babu
- 1961: Jhumroo
- 1962: China Town
- 1962: Baat Ek Raat Ki
- 1962: Bhigi Raat
- 1962: Aarti
- 1962: Gyarah Hazaar Ladkiyan
- 1962: King Kong
- 1963: Phir Wohi Dil Laya Hoon
- 1964: Dosti
- 1965: Aarzoo
- 1965: Mere Sanam
- 1965: Mohabbat Isko Kahte Hai
- 1965: Oonche Log
- 1966: Teesri Manzil
- 1967: Jewel Thief
- 1968: Mere Hamdam Mere Dost
- 1970: Dastak
- 1971: Buddha Mil Gaya
- 1971: Pakeezah
- 1971: Caravan
- 1971: Bikhare Moti
- 1973: Yaadon Ki Baarat
- 1973: Ek Kunwari Ek Kunwara
- 1973: Anamika
- 1973: Abhimaan
- 1974: Phir Kab Milogi
- 1975: Kala Sona
- 1975: Kehte Hain Mujhko Raja
- 1976: Bhumika
- 1977: Hum Kisi Se Kum Nahin
- 1977: Kali Raat
- 1984: Manzil Manzil
- 1988: Qayamat Se Qayamat Tak
- 1992: Jo Jeeta Wohi Sikandar
- 1993: Kabhi Haan Kabhi Naa
- 1994: Andaz Apna Apna
- 1995: Akele Hum Akele Tum
- 1996: Ghatak
- 1997: Dil Ke Jhroke Main